# Павловское (Костанайская область)
Павловское (каз. Павлов) — село в Карасуском районе Костанайской области Казахстана. Административный центр и единственный населённый пункт Павловского сельского округа. Находится примерно в 49 км к северо-востоку от районного центра, села Карасу. Код КАТО — 395269100.

## Население
В 1999 году население села составляло 938 человек (465 мужчин и 473 женщины). По данным переписи 2009 года, в селе проживали 843 человека (406 мужчин и 437 женщин).